# Sébastien Simon (homme politique)
Pour les articles homonymes, voir Sébastien Simon et Simon.
Nicolas Sébastien Simon ou Nicolaus Sebastian Simon, né le 1er juillet 1749 à Colmar (Haut-Rhin), décédé le 4 mars 1802 à Aix-la-Chapelle est un homme politique, juriste et haut fonctionnaire français, maire de Colmar, membre du Conseil des Cinq-Cents et préfet du département de la Roer.

## Biographie
Nicolas Sébastien Simon est maire de Colmar de 1792 à 1795, puis  administrateur du Haut-Rhin. Devenu commissaire du directoire exécutif auprès de l'administration centrale du Haut-Rhin, le citoyen Sébastien Simon est élu le 23 germinal an VII (12 avril 1799) député du Haut-Rhin au conseil des Cinq-Cents; admis le 1 prairial an VII (20 mai 1799), il y siège jusqu’à fin 1799. Rallié au coup d'État du 18 brumaire, il est nommé délégué des consuls pour le département de Saône-et-Loire. Il est ensuite président du tribunal criminel, puis juge à la cour d’appel de Colmar le 24 prairial an VIII (13 juin 1800).

### Préfet de la Roer
Sébastien Simon est nommé préfet du département de la Roer le 3 messidor an VIII (22 juillet 1800). Il entre en fonction le 9 août 1800. La Roer est alors un territoire de la République cisrhénane, territoire occupé qualifié de république sœur. À la suite du traité de paix de Lunéville (9 février 1801) la Roer est annexée à la France le 9 mars 1801. À cette date, Simon est confirmé à son poste.
Une des grandes missions du préfet Simon est la mise en place des nouvelles communes et la nomination des maires et des adjoints. Avant l'occupation française, la Roer était formée d'une multitude de petits États, principautés, seigneuries et villes quasi indépendantes et de plus de mille communes. Dès l'occupation, une série de réformes territoriales va être décidée. En 1798, quatre arrondissements et quarante cantons municipaux sont créés. Les cantons municipaux doivent administrer les petites communes sans maire. En 1800, le Consulat décide de recréer les communes, dont les maires et adjoints sont nommés par le préfet, en regroupant toutefois les plus petites. Ainsi sont formées dans le département 336 communes. Simon se met à la tâche en concertation avec les communes : les limites communales sont fixées pour la plupart au courant du vendémiaire an IX (octobre 1800), puis il nomme en 1801 un maire dans la plupart des communes.
Fin 1801, il fonde la Société d’émulation pour l’agriculture, le commerce, les sciences et les arts, département de la Roer.
Il meurt en fonction à Aix-la-Chapelle le 4 mars 1802. Il est enterré au cimetière de l'Est d'Aix-la-Chapelle.